# Референдумы в Швейцарии (1922)
Референдумы в Швейцарии проходили 11 июня, 24 сентября и 3 декабря 1922 года. В июне проводилось три референдума: о процессе получения швейцарского гражданства, о выдворении иностранцев и легитимности федеральных чиновников избираться в Национальный совет. Все три предложения были отклонены. В сентябре проходил референдум по поправке в уголовное право относительно конституционной и национальной безопасности. Поправка также была отвергнута. В декабре референдум решал вопрос о едином налоге на недвижимость. Он был отвергнут подавляющим большинством голосов и всеми кантонами.

## Избирательная система
Референдумы о гражданстве, выдворении иностранцев, праве федеральных чиновников избираться в парламент и о едином налоге на недвижимость были гражданскими инициативами и требовали двойного большинства для одобрения. Референдум о поправке к уголовному праву был факультативным и для его одобрения было достаточно большинства голосов избирателей.

## Результаты

### О гражданстве
| Выбор                                | Общее голосование | Общее голосование | Кантоны | Кантоны | Кантоны |
| Выбор                                | Голосов           | %                 | Полных  | Полу-   | Всего   |
| ------------------------------------ | ----------------- | ----------------- | ------- | ------- | ------- |
| За                                   | 65 828            | 15,9              | 0       | 0       | 0       |
| Против                               | 347 988           | 84,1              | 19      | 6       | 22      |
| Пустых бюллетеней                    | 30 259            | –                 | –       | –       | –       |
| Недействительных бюллетеней          | 1 025             | –                 | –       | –       | –       |
| Всего                                | 445 100           | 100               | 19      | 6       | 22      |
| Зарегистрированных избирателей/ Явка | 976 105           | 45,6              | –       | –       | –       |
| Источник: Nohlen & Stöver            |                   |                   |         |         |         |

### О выдворении иностранцев
| Выбор                                | Общее голосование | Общее голосование | Кантоны | Кантоны | Кантоны |
| Выбор                                | Голосов           | %                 | Полных  | Полу-   | Всего   |
| ------------------------------------ | ----------------- | ----------------- | ------- | ------- | ------- |
| За                                   | 159 200           | 38,1              | 0       | 0       | 0       |
| Против                               | 258 881           | 61,9              | 19      | 6       | 22      |
| Пустых бюллетеней                    | 25 991            | –                 | –       | –       | –       |
| Недействительных бюллетеней          | 1 028             | –                 | –       | –       | –       |
| Всего                                | 445 100           | 100               | 19      | 6       | 22      |
| Зарегистрированных избирателей/ Явка | 976 105           | 45,6              | –       | –       | –       |
| Источник: Nohlen & Stöver            |                   |                   |         |         |         |

### Право федеральных чиновников избираться
| Выбор                                | Общее голосование | Общее голосование | Кантоны | Кантоны | Кантоны |
| Выбор                                | Голосов           | %                 | Полных  | Полу-   | Всего   |
| ------------------------------------ | ----------------- | ----------------- | ------- | ------- | ------- |
| За                                   | 160 181           | 38,4              | 4       | 2       | 5       |
| Против                               | 257 469           | 61,6              | 15      | 4       | 17      |
| Пустых бюллетеней                    | 26 433            | –                 | –       | –       | –       |
| Недействительных бюллетеней          | 1 017             | –                 | –       | –       | –       |
| Всего                                | 445 100           | 100               | 19      | 6       | 22      |
| Зарегистрированных избирателей/ Явка | 976 105           | 45,6              | –       | –       | –       |
| Источник: Nohlen & Stöver            |                   |                   |         |         |         |

### Референдум по уголовному праву
| Выбор                                | Голосов | %    |
| ------------------------------------ | ------- | ---- |
| За                                   | 303 794 | 44,6 |
| Против                               | 376 832 | 55,4 |
| Пустых бюллетеней                    | 8 058   | –    |
| Недействительных бюллетеней          | 2 160   | –    |
| Всего                                | 690 844 | 100  |
| Зарегистрированных избирателей/ Явка | 982 567 | 70,3 |
| Источник: Nohlen & Stöver            |         |      |

### Налог на недвижимость
| Выбор                                | Общее голосование | Общее голосование | Кантоны | Кантоны | Кантоны |
| Выбор                                | Голосов           | %                 | Полных  | Полу-   | Всего   |
| ------------------------------------ | ----------------- | ----------------- | ------- | ------- | ------- |
| За                                   | 109 702           | 13,0              | 0       | 0       | 0       |
| Против                               | 736 952           | 87,0              | 19      | 6       | 22      |
| Пустых бюллетеней                    | 7 525             | –                 | –       | –       | –       |
| Недействительных бюллетеней          | 1 969             | –                 | –       | –       | –       |
| Всего                                | 856 148           | 100               | 19      | 6       | 22      |
| Зарегистрированных избирателей/ Явка | 992 523           | 86,3              | –       | –       | –       |
| Источник: Nohlen & Stöver            |                   |                   |         |         |         |